# Gloria Macapagal-Arroyo
Gloria Macapagal-Arroyo (San Juan, 5 de abril de 1947) é uma política democrata cristã, tendo sido a 14ª presidente das Filipinas. É a segunda mulher a ocupar o cargo de presidente em seu país, após Corazón Aquino. Gloria Macapagal-Arroyo é filha do ex-presidente Diosdado Macapagal.
Arroyo chegou à presidência pela Revolução EDSA II, ocorrida após graves acusações de corrupção generalizada no governo de seu antecessor, Joseph Estrada. Em 2004, Arroyo foi regularmente eleita presidente, derrotando o ator Fernando Poe, Jr., que morreu pouco tempo depois.
Em 2005, Arroyo foi apontada como a quarta mulher mais poderosa do mundo pela revista Forbes.